# Тёмная (приток Дорожной)
Темная — река в России, протекает по Кавалеровскому району Приморского края. Длина реки — 14 км.
Начинается на северном склоне Сихотэ-Алиня между горами Темной и Угловой. Течёт сначала на север, потом мимо гор Берёзовой и Дорожной на северо-запад. Темная впадает в Дорожную слева в 41 км от её устья. Из лесных пород в бассейне Болотного преобладают ель, берёза, кедр. Вдоль реки проходит автодорога.
Основные притоки — ручьи Угловой (лв.) и Красная (пр.).

## Комментарии
1. 1 2  В государственном водном реестре Темная считается верховьями реки Даданцы (длина — 55 км) выше впадения Тананчи (на 41-м км).